# El feminisme és per a tothom
El feminisme és per a tothom és una obra de l'escriptora feminista Gloria Jean Watkins, també coneguda com bell hooks.
L'obra va ser publicada el 2000 i està dividida en dinou capítols, cadascun d'aquests tractant un tema diferent relacionat amb el feminisme, com per exemple el masclisme, la lluita de classes, entre d'altres.

## Temàtica
Hooks exposa la necessitat d'un canvi en una societat patriarcal i masclista a través de nous valors; sororitat, respecte, tolerància, etc. Al llibre també podem trobar temes sobre la violència patriarcal i infantil. Per l'autora, es important desfer-se de la idea que els homes no poden participar en el feminisme, ja que el sexisme, la desigualtat social, entre d'altres, és una problemàtica social i aquesta ha de ser enfrontada amb l'educació.
El llibre també exposa problemes actuals i anima a reflexionar. Per exemple, s'ha vist clarament com al llarg de la història el concepte de bellesa ha anat canviant, però l'autora destaca la nova situació que suposen les xarxes socials, generadores d'estímuls constants sobre el cos perfecte, el cabell perfecte, la vida perfecte i no perfils realistes.
Encara que avui en dia podem veure moviment dins de les xarxes socials d'acceptació al propi cos, continua una tendència a desitjar tenir l'aspecte de l'altra i es troben dones que jutgen a altres dones pel seu cos, fet que Hooks denuncia a la seva obra.
Una altra denúncia del llibre és la normalització dels trastorns alimentaris (anorèxia, bulímia, etc.), unes malalties molt perilloses que s'identifiquen com la solució per arribar a aquests estàndards, encara que se n'emporti la vida de moltes dones.
Bell Hooks, com a participant del col·lectiu LGTB, defensa a la seva obra la sexualitat femenina, el plaer femení i el tabú del sexe entre dones. No tan sols això, també defensa moviment anti racials, com l'actual lluita BLM, ja que ella va ser discriminada moltes vegades per la seva ètnia.